# Ours de Toulouse 2022
Questa voce raccoglie le informazioni riguardanti gli Ours de Toulouse nelle competizioni ufficiali della stagione 2022.

## Division Élite 2022

### Stagione regolare
| 13 febbraio 2022, ore 14:00 1ª giornata | Ours de Toulouse | 10 – 6 (7-0 3-0 0-0 0-6) referto referto 2 | Centaures de Grenoble |  |

| 27 febbraio 2022 Recupero 2ª giornata | Ours de Toulouse | 0 – 33 (0-7 0-6 0-12 0-8) referto | Blue Stars de Marseille |  |

| 6 marzo 2022, ore 14:00 3ª giornata | Ours de Toulouse | 13 – 48 (0-14 6-20 7-7 0-7) referto referto 2 | Grizzlys Catalans |  |

| 19 marzo 2022, ore 20:00 4ª giornata | Hurricanes de Montpellier | 13 – 34 (0-0 6-14 7-13 0-7) referto referto 2 | Ours de Toulouse |  |

| 27 marzo 2022, ore 14:00 5ª giornata | Argonautes d'Aix-en-Provence | 7 – 20 (0-7 7-6 0-0 0-7) referto referto 2 | Ours de Toulouse |  |

| 10 aprile 2022, ore 14:00 6ª giornata | Ours de Toulouse | 41 – 41 (7-7 14-20 13-0 7-14) referto referto 2 | Argonautes d'Aix-en-Provence |  |

| 24 aprile 2022, ore 14:00 7ª giornata | Blue Stars de Marseille | 44 – 2 (0-0 21-2 9-0 14-0) referto referto 2 | Ours de Toulouse |  |

| 14 maggio 2022, ore 19:00 Recupero 8ª giornata | Centaures de Grenoble | 28 – 42 (6-0 8-14 0-7 14-21) referto referto 2 | Ours de Toulouse |  |

| 22 maggio 2022, ore 14:00 9ª giornata | Ours de Toulouse | 41 – 6 referto referto 2 | Hurricanes de Montpellier |  |

| 5 giugno 2022, ore 13:00 10ª giornata | Grizzlys Catalans | 19 – 15 (6-0 6-9 0-0 7-6) referto referto 2 | Ours de Toulouse |  |

### Playoff
| 18 giugno 2022, ore 19:00 Wild Card | Black Panthers de Thonon | 41 – 0 (13-0 14-0 7-0 7-0) referto 2 | Ours de Toulouse |  |

## Statistiche di squadra
| Competizione      | %Vittorie | In casa | In casa | In casa | In casa | In casa | In casa | In trasferta | In trasferta | In trasferta | In trasferta | In trasferta | In trasferta | Totale | Totale | Totale | Totale | Totale | Totale |
| Competizione      | %Vittorie | G       | V       | N       | P       | Pf      | Ps      | G            | V            | N            | P            | Pf           | Ps           | G      | V      | N      | P      | Pf     | Ps     |
| ----------------- | --------- | ------- | ------- | ------- | ------- | ------- | ------- | ------------ | ------------ | ------------ | ------------ | ------------ | ------------ | ------ | ------ | ------ | ------ | ------ | ------ |
| Stagione regolare | .550      | 5       | 2       | 1       | 2       | 105     | 134     | 5            | 3            | 0            | 2            | 113          | 111          | 10     | 5      | 1      | 4      | 218    | 245    |
| Playoff           | .000      | 0       | 0       | 0       | 0       | 0       | 0       | 1            | 0            | 0            | 1            | 0            | 41           | 1      | 0      | 0      | 1      | 0      | 41     |
| Totale            | .500      | 5       | 2       | 1       | 2       | 105     | 134     | 6            | 3            | 0            | 3            | 113          | 152          | 11     | 5      | 1      | 5      | 218    | 286    |

## Statistiche personali

### Passer rating
La classifica tiene in considerazione soltanto i quarterback con almeno 10 lanci effettuati.
| Giocatore | G    | Att    | Comp  | Int | Yds     | TD   | NFL   | NCAA   |
| --------- | ---- | ------ | ----- | --- | ------- | ---- | ----- | ------ |
| Valardo   | 10+1 | 238+21 | 122+8 | 8+3 | 1384+80 | 14+0 | 67,78 | 107,02 |
| Rinaldo   | 2    | 10     | 1     | 0   | 9       | 0    | 39,58 | 17,56  |